# That One Night: Live in Buenos Aires
That One Night: Live in Buenos Aires — DVD американской группы Megadeth, выпущенный 6 марта 2007 года. Записан на концерте 9 октября 2005 года в Буэнос-Айресе, Аргентина. В качестве дополнения выпущены четыре песни, сыгранные Дэйвом Мастейном и Шоном Дровером для фанатов на акустических гитарах за пределами отеля, где жили участники группы.
Совместно с DVD концерт был выпущен на CD в качестве концертного альбома. Этот альбом поступил в продажу 4 сентября, хотя изначально планировалось его выпустить вместе с концертным видео.
Альбом добился статуса золотого в США, разойдясь тиражом в 500 тысяч копий.

## Список композиций

### Список композиций DVD
1. «Blackmail the Universe»
2. «Set the World Afire»
3. «Wake Up Dead»
4. «In My Darkest Hour»
5. «She-Wolf»
6. «Reckoning Day»
7. «A Tout le Monde»
8. «Hangar 18»
9. «Return to Hangar»
10. «I’ll Be There»
11. «Tornado of Souls»
12. «Trust»
13. «Something That I’m Not»
14. «Kick the Chair»
15. «Coming Home»
16. «Symphony of Destruction»
17. «Peace Sells»
18. «Holy Wars»
19. «Silent Scorn»
20. «Symphony of Destruction» (альтернативный трек)

### Список композиций CD

#### Диск 1
| №   | Название                 | Текст песни             | Музыка                 | Длительность |
| --- | ------------------------ | ----------------------- | ---------------------- | ------------ |
| 1.  | «Jet Intro»              |                         |                        | 0:35         |
| 2.  | «Blackmail the Universe» | Дэйв Мастейн            | Мастейн                | 4:08         |
| 3.  | «Set the World Afire»    | Мастейн                 | Мастейн                | 5:27         |
| 4.  | «Skin o' My Teeth»       | Мастейн                 | Мастейн                | 3:22         |
| 5.  | «Wake Up Dead»           | Мастейн                 | Мастейн                | 3:35         |
| 6.  | «In My Darkest Hour»     | Мастейн, Дэвид Эллефсон | Мастейн                | 6:07         |
| 7.  | «Die Dead Enough»        | Мастейн                 | Мастейн                | 3:55         |
| 8.  | «She-Wolf»               | Мастейн                 | Мастейн                | 3:31         |
| 9.  | «Reckoning Day»          | Мастейн, Эллефсон       | Мастейн, Марти Фридмен | 4:39         |
| 10. | «A Tout le Monde»        | Мастейн                 | Мастейн                | 4:28         |
| 11. | «Angry Again»            | Мастейн                 | Мастейн                | 3:36         |

#### Диск 2
| №   | Название                  | Текст песни         | Музыка           | Длительность |
| --- | ------------------------- | ------------------- | ---------------- | ------------ |
| 1.  | «Hangar 18»               | Мастейн             | Мастейн          | 5:06         |
| 2.  | «Return to Hangar»        | Мастейн             | Мастейн          | 3:51         |
| 3.  | «I'll Be There»           | Мастейн, Бад Прагер | Мастейн, Фридмен | 5:36         |
| 4.  | «Tornado of Souls»        | Мастейн, Эллефсон   | Мастейн          | 5:22         |
| 5.  | «Trust»                   | Мастейн             | Мастейн, Фридмен | 6:00         |
| 6.  | «Something That I'm Not»  | Мастейн             | Мастейн          | 4:46         |
| 7.  | «Kick the Chair»          | Мастейн             | Мастейн          | 4:03         |
| 8.  | «Coming Home»             | Мастейн             | Мастейн          | 2:35         |
| 9.  | «Symphony of Destruction» | Мастейн             | Мастейн          | 4:23         |
| 10. | «Peace Sells»             | Мастейн             | Мастейн          | 4:40         |
| 11. | «Holy Wars»               | Мастейн             | Мастейн          | 8:33         |
| 12. | «Use the man»             | Мастейн             | Мастейн          | 1:42         |

### Неизданные песни
1. «The Scorpion»
2. «Train of Consequences»
3. «Of Mice and Men»
4. «Sweating Bullets»

## Позиции в чартах
| Год  | Чарт                   | Позиция |
| ---- | ---------------------- | ------- |
| 2007 | Австралийский DVD чарт | #6      |
| 2007 | Финский DVD чарт       | #1      |
| 2007 | Billboard DVD чарт     | #12     |

## Участники записи
- Дэйв Мастейн — ритм- и соло-гитара, вокал
- Глен Дровер — ритм- и соло-гитара, бэк-вокал
- Джеймс Макдонау — бас-гитара, бэк-вокал
- Шон Дровер — барабаны